# Квадратна ґратка

Вертикальна квадратна мозаїка. Вершини всіх квадратів утворюють квадратну ґратку. Центри квадратів одного кольору утворюють діагональну ґратку, яка в √2 разів більша від вертикальної квадратної ґратки.

|             |             |
| Вертикальна | Діагональна |

Квадратна ґратка — це вид ґратки в двовимірному евклідовому просторі. Ґратка є двовимірною версією цілочисельної ґратки і позначається Z2. Ґратка є однією з п'яти типів двовимірних ґраток, класифікованих за групами симетрії. Група симетрії ґратки в позначеннях IUC — p4m , в нотації Коксетера — [4,4], а в орбіфолдній нотації — *442.
Дві орієнтації ґратки найпопулярніші. Зазвичай квадрати решітки розміщуються так, що сторони квадрата вертикальні і горизонтальні (будемо називати це вертикальною ґраткою), або сторони квадратів розташовані під кутом 45° до осей. В останньому випадку ґратку іноді називають центрованою квадратною ґраткою.

## Симетрія
Симетрія квадратної решітки — це група орнаменту p4m. Орнамент з цієї ґраткою симетрії перенесення не може мати вищого степеня симетрії, ніж сама ґратка, але може мати менший степінь. Вертикальну квадратну ґратку можна розглядати як діагональну ґратку з розміром сітки в √2 рази більшим, центри якої містяться в центрах квадратів. Відповідно, після додавання центрів квадратів у квадрати вертикальної ґратки отримуємо ґратку в √2 рази меншу від початкової ґратки. Орнамент з 4-кратною обертовою симетрією має квадратну ґратку 4-кратних центрів обертання, яка √2 рази дрібніша і розташована діагонально відносно початкової ґратки симетрії перенесення.
Стосовно осей відображення існує три можливих ситуації:
- Відсутність симетрії. Це група шпалер p4.
- В чотирьох напрямках. Це група шпалер p4m.
- У двох перпендикулярних напрямках. Це група шпалер p4g. Точки перетину осей відображення утворюють квадратну ґратку, яка за розмірами та за напрямами збігається з квадратною ґраткою центрів обертання.

| p4, [4,4]+, (442) | p4g, [4,4+], (4*2)                                                                                       | p4m, [4,4], (*442) |
| --- | --- | --- |
| | | |
| Група шпалер p4, з розташуванням усередині примітивної комірки 2 — і 4-кратних центрів обертання (істинне і для p4g і p4m). Фундаментальну область показано жовтим кольором. | Група шпалер p4g. Є осі відображення в двох напрямках, які не проходять через 4-кратні центри обертання. | Група шпалер p4m. Є осі відображення в чотирьох напрямках, що проходять через 4-кратні центри обертання. У двох напрямках осі відображення орієнтовані так само і з тією ж щільністю, що й для p4g, але зсунуті. У двох напрямах вони в √2 рази щільніші. |